# NGC 2518
NGC 2518 (również PGC 22800 lub UGC 4221) – galaktyka soczewkowata (S0?), znajdująca się w gwiazdozbiorze Rysia. Odkrył ją Gerhard Lohse w 1886 roku.